# Národní historické muzeum (Sofie)
Národní historické muzeum (bulharsky: Национален исторически музей) je největší muzeum v Bulharsku. Nachází se poblíž hlavního města Sofie. Bylo založeno 5. května 1973. Roku 1984 získalo k užívání Justiční palác, roku 2000 se přestěhovalo do bývalé vládní a prezidentské rezidence v Bojaně, jež leží asi 10 kilometrů od Sofie a je obklopena velkým parkem. Muzeum schraňuje asi 650 000 položek, z nichž asi 10 procent je vystaveno. Exponáty mapují bulharské dějiny od pravěku do současnosti. K nejcennějším patří Valčitranský zlatý poklad objevený v roce 1924, panagjurský poklad objevený roku 1949 nebo Rogozenský poklad objevený traktoristou roku 1985. Všechny jsou tvořeny zejména thráckými památkami.